# Maxillaria spiritu-sanctensis
Maxillaria spiritu-sanctensis är en orkidéart som beskrevs av Guido Frederico João Pabst. Maxillaria spiritu-sanctensis ingår i släktet Maxillaria och familjen orkidéer. Inga underarter finns listade i Catalogue of Life.